# Diogo Moraes
Diogo Casé Moraes (Caruaru, 4 de janeiro de 1981) é um político brasileiro, filiado ao Partido Da Social Democracia Brasileira (PSDB). Foi eleito deputado estadual de Pernambuco em 2010 com 36.246 votos, sendo reeleito pelo mesmo partido nas eleições de 2014, atualmente ocupa função de primeiro-secretário da Alepe. Foi novamente reeleito a deputado estadual nas eleições de 2018.
Filho do ex-deputado estadual Oséas Moraes e de Maria Paula Moraes. Ainda criança começou a acompanhar a rotina política do pai, eleito para o primeiro mandato na Casa Legislativa do Estado em 1990.

## Carreira política

### Vereador
Em 2008, Diogo Moraes foi eleito vereador em Santa Cruz do Capibaribe, no agreste pernambucano, com 2.644 votos. Foi presidente da Câmara Municipal e também presidiu a Comissão de Obra e Urbanismo da casa.

### Deputado estadual
Diogo Moraes foi eleito deputado estadual de Pernambuco em 2010 com 36.246 votos. É vice-líder da bancada do governo na Assembléia Legislativa de Pernambuco, vice-presidente da Comissão de Finanças, Orçamento e Tributação, vice-presidente da Comissão de Ciência, Tecnologia e Informática, membro titular da Comissão de Agricultura, Pecuária e Política Rural, e ainda suplente da Comissão Especial de Elaboração do Código de Procedimentos em Matéria Processual e da Comissão de Constituição, Legislação e Justiça.
Como deputado estadual, foi autor de vários projetos de lei em benefício de portadores de deficiências, como o Projeto de Lei Ordinária 484/2011, que obriga a edição de livros didáticos e técnicos em formato digital, acessível ao deficiente visual no estado de Pernambuco, e o Projeto de Lei 1.629/2013, que obriga as locadoras de veículos e cooperativas de táxis pernambucanas a reservar 2% da frota para veículos adaptados a pessoas com deficiência ou com mobilidade reduzida.
Diogo Moraes também foi o autor que proíbe o uso de aparelhos e equipamentos eletrônicos portáteis dotados com câmaras fotográficas, filmadoras e similares nos ambientes destinados aos caixas de atendimento e aos caixas eletrônicos das agências e postos bancários de Pernambuco.
Em 2014, foi reeleito deputado estadual de Pernambuco com 44.562 votos.
Entre as ações políticas apoiadas por Diogo, destacam-se a isenção de ICMS para os empresários do Polo de Confecções do Agreste Pernambucano, que engloba as cidades de Caruaru, Toritama e Santa Cruz do Capibaribe; a duplicação da PE-160, que liga o distrito de Pão de Açúcar (Taquaritinga do Norte) a Santa Cruz do Capibaribe, no agreste pernambucano, que fará o escoamento da produção do Polo de Confecções do Agreste; e a construção do Calçadão de Confecções Miguel Arraes de Alencar.
Em 2018, foi reeleito deputado estadual de Pernambuco com 50.188 votos.
Em 2022, Diogo Moraes havia sido reeleito com 43.117 votos. No entanto, saiu da lista de eleitos após o TRE retotalizar votos perdendo a vaga para Lula Cabral que estava com a candidatura impugnada e que após recurso teve a candidatura deferida e os votos foram validados.
Em maio de 2023, o deputado estadual Rodrigo Novaes foi eleito para o cargo de conselheiro do Tribunal de Contas do Estado de Pernambuco (TCE-PE). Deixando a cadeira na ALEPE para o suplente Diogo Moraes. Tomou posse em 29 de maio de 2023.